# Frödinggården

Frödinggården ligger på Nya Kyrkogatan 5 i Kristinehamn i Värmland och inrymmer sedan 2008 ett museum över nationalskalden Gustaf Fröding och hans tid i staden.
Familjen Fröding flyttade till Kristinehamn från Lund 1867 då Gustaf Fröding var sju år gammal. Fröding flyttade till Karlstad för att börja i gymnasiet 1875, men återvände till Kristinehamn under skolloven. Familjen lämnade staden i samband med fadern Ferdinand Frödings död 1881.